# Castellum Ripae
Castellum Ripae (łac. Diocesis Castelloripensis) – stolica historycznej diecezji we Cesarstwie rzymskim w prowincji Mauretania Cezarensis, zlikwidowana w VII w. podczas ekspansji islamskiej, współcześnie w północnej Algierii. Obecnie katolickie biskupstwo tytularne. 

## Biskupi tytularni
| Lp. | Biskup                      | Funkcja                             | Od                   | Do               |
| --- | --------------------------- | ----------------------------------- | -------------------- | ---------------- |
| 1   | Gabino Peral de la Torre    | wikariusz apostolski Iquitos (Peru) | 14 października 1965 | 24 stycznia 2002 |
| 2   | José Antonio Eguren Anselmi | biskup pomocniczy Limy (Peru)       | 16 lutego 2002       | 11 lipca 2006    |
| 3   | Jose Pandarassery           | biskup pomocniczy Kottayam (Indie)  | 20 września 2006     |                  |